# Kanunnikessen van Sint-Augustinus van de Congregatie van Onze-Lieve-Vrouw
De Kanunnikessen van Sint-Augustinus van de Congregatie van Onze-Lieve-Vrouw (Latijn: Ordinis Canonissarum Regularium Sancti Augustini Congregationis Nostrae Dominae, C.B.M.V.), in het Frans bekend als de Congrégation Notre-Dame, vormen een religieuze onderwijscongregatie van pauselijk recht. Sinds hun ontstaan in het hertogdom Lotharingen in 1597 verstrekken de kanunnikessen meisjesonderwijs. Ze zijn actief in diverse landen en continenten.

## Geschiedenis

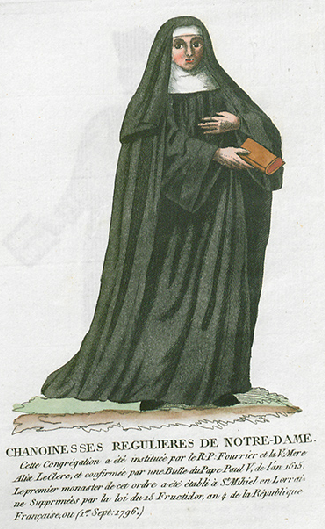
19e-eeuws habijt van de congregatie

De congregatie werd gesticht door de augustijn Pierre Fourier (1564–1640) en door Alix Le Clerc (1576–1622). Die laatste kreeg de leiding over de meisjesschool van Mattaincourt en wijdde zich op 25 december 1597 met vier metgezellen aan God toe. Bovenop de drie kloostergeloften legden ze ook een onderwijsgelofte af. De kardinaal van Lotharingen keurde het instituut op 8 december 1603 goed en gaf de nonnen toestemming om zich in Trois-Évêchés te vestigen. 
De congregatie verspreidde zich snel en opende scholen in Poussay, Saint-Mihiel en andere steden van het hertogdom Lotharingen. De organisatie was monastiek en elk huis was autonoom. De bul van 8 augustus 1628 van paus Urbanus VIII machtigde de Congrégation Notre-Dame en erkende de plechtige onderwijsgelofte van haar leden. 
Er kwamen vestigingen in het hertogdom Bar, in Frankrijk en in het Heilige Roomse Rijk. In de Spaanse Nederlanden werden ze actief met de opening van het klooster-pensionaat van Berlaymont in Brussel in 1625. Na een vervolgingsepisode kwam er in 1643 een Brussels lorreinenklooster bij. Het had een dochterhuis in Valenciennes en bestond tot 1787.
In 1910 verenigden verschillende gemeenschappen zich in de unie van Jupille, terwijl andere vanaf 1932 de Romeinse unie vormden. In 1963 kwam het tot een fusie, waarbij de zetel in Rome werd gevestigd. Het Tweede Vaticaans Concilie erkende de Congrégation Notre-Dame als apostolische orde.

## Verspreiding
De augustinessen en hun scholen zijn aanwezig in een twaalftal landen op vier continenten:
- Europa: België, Frankrijk, Groot-Brittannië, Italië, Slowakije, Hongarije
- Amerika: Brazilië, Mexico
- Afrika: Democratische Republiek Congo
- Azië: China, Vietnam

In België zijn de oude vestigingen verdwenen (Berlaymont, Jupille, Terhulpen), vanwaaruit stichtingen zijn gedaan naar Brazilië (1906) en Congo (1940). Er bestaan gemeenschappen in Brussel, Luik en Loupoigne.
In Nederland waren er kloosterscholen in Vught (1903–1997) en Notre Dame des Anges in Ubbergen (1903–1972). Het pensionaat van Vught leeft voort in het Taleninstituut Regina Coeli, maar de laatste augustines is in 2019 overleden.
In 2017 telde de congregatie 391 augustinessen in 80 huizen.

## Voetnoten
1. ↑  Belgique, Congrégation Notre-Dame (bezocht 4 januari 2023). Gearchiveerd op 4 augustus 2023.
2. ↑  Kloosterorganisatie: Reguliere Kanunnikessen van de H. Augustinus (Z102), Erfgoedcentrum Nederlands Kloosterleven (bezocht 4 januari 2023). Gearchiveerd op 13 augustus 2023.

- Gemeinsame Normdatei: 4028323-9
- Library of Congress Control Number: no99025969
- Nationale Bibliotheek van Tsjechië: mzk20231183833
- Virtual International Authority File: 260966351